# WOW air

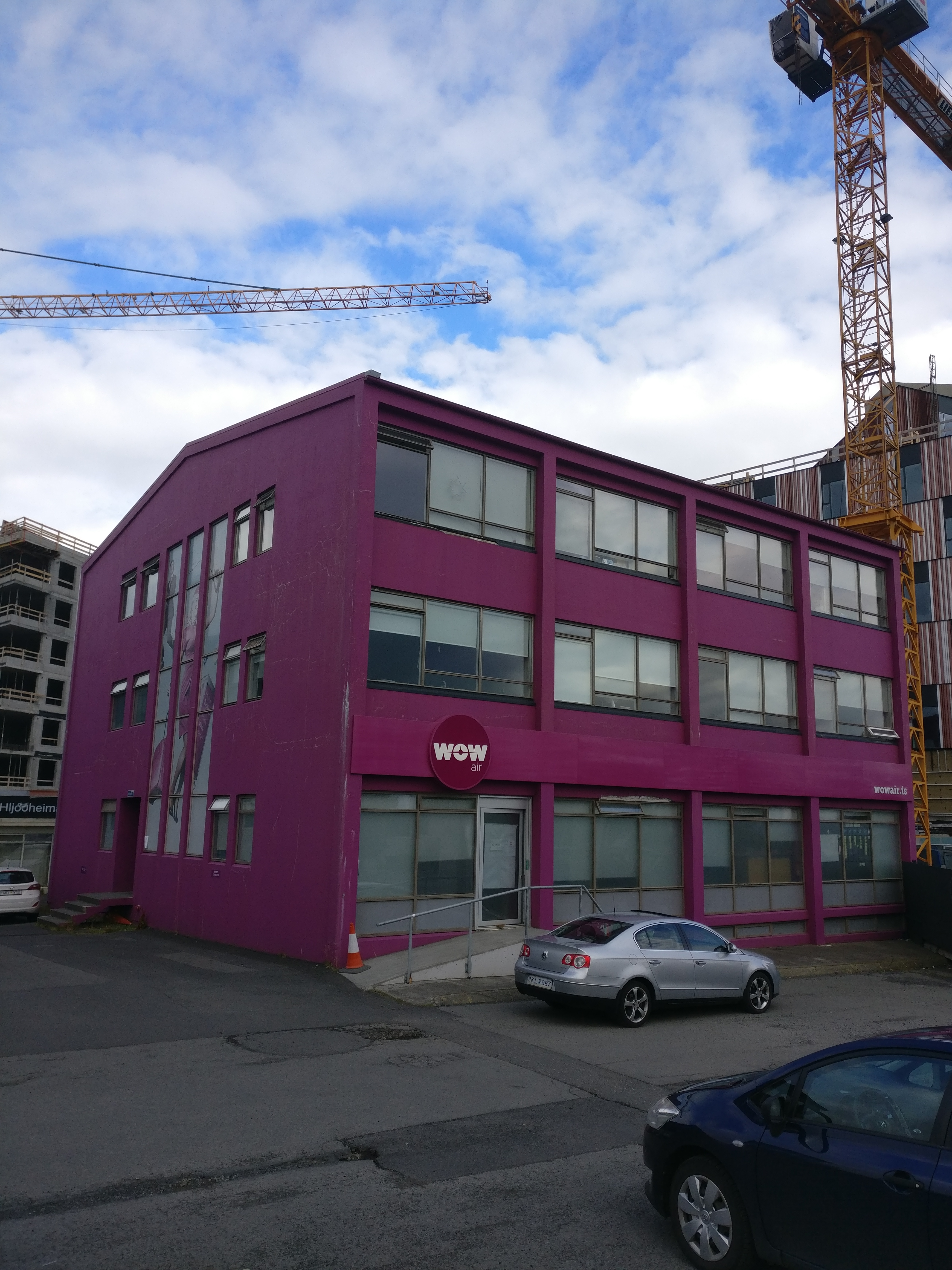
Sede social en Reykjavík

WOW air fue una aerolínea de bajo costo islandesa fundada en noviembre de 2011. Viajaba a 20 destinos en Europa y Estados Unidos. Su base principal era el Aeropuerto Internacional de Keflavík, y su sede la capital Reikiavik. Se calcula que en 2014 transportó a 720.000 pasajeros. Empleaba a unas 170 personas. El día 28 de marzo de 2019 cesó operaciones.

## Antiguos destinos
WOW Air operó los siguientes destinos durante su existencia:
| Países         | Destinos      | Aeropuertos                                      | Notas      |
| -------------- | ------------- | ------------------------------------------------ | ---------- |
| Alemania       | Berlín        | Aeropuerto de Berlín-Schönefeld                  |            |
| Alemania       | Düsseldorf    | Aeropuerto Internacional de Düsseldorf           | Estacional |
| Alemania       | Frankfurt     | Aeropuerto de Frankfurt                          | Estacional |
| Alemania       | Hamburgo      | Aeropuerto de Hamburgo                           | Estacional |
| Alemania       | Stuttgart     | Aeropuerto de Stuttgart                          | Estacional |
| Austria        | Salzburgo     | Aeropuerto de Salzburgo                          | Estacional |
| Bélgica        | Bruselas      | Aeropuerto de Bruselas                           |            |
| Canadá         | Montreal      | Aeropuerto Internacional Pierre Elliott Trudeau  |            |
| Canadá         | Toronto       | Aeropuerto Internacional Toronto Pearson         |            |
| Dinamarca      | Billund       | Aeropuerto de Billund                            |            |
| Dinamarca      | Copenhague    | Aeropuerto de Copenhague-Kastrup                 |            |
| España         | Alicante      | Aeropuerto de Alicante-Elche Miguel Hernández    | Estacional |
| España         | Barcelona     | Aeropuerto Josep Tarradellas Barcelona-El Prat   | Estacional |
| España         | Gran Canaria  | Aeropuerto de Gran Canaria                       | Estacional |
| España         | Tenerife      | Aeropuerto de Tenerife Sur Reina Sofía           |            |
| Estados Unidos | Baltimore     | Aeropuerto Internacional de Baltimore-Washington |            |
| Estados Unidos | Boston        | Aeropuerto Internacional Logan                   | Estacional |
| Estados Unidos | Chicago       | Aeropuerto Internacional O'Hare                  |            |
| Estados Unidos | Dallas        | Aeropuerto Internacional de Dallas-Fort Worth    |            |
| Estados Unidos | Detroit       | Aeropuerto Internacional de Detroit              | Estacional |
| Estados Unidos | Los Ángeles   | Aeropuerto Internacional de Los Ángeles          |            |
| Estados Unidos | Miami         | Aeropuerto Internacional de Miami                |            |
| Estados Unidos | Nueva York    | Aeropuerto Internacional John F. Kennedy         |            |
| Estados Unidos | Orlando       | Aeropuerto Internacional de Orlando              |            |
| Estados Unidos | Pittsburgh    | Aeropuerto Internacional de Pittsburgh           | Estacional |
| Estados Unidos | San Francisco | Aeropuerto Internacional de San Francisco        |            |
| Francia        | Lyon          | Aeropuerto de Lyon-Saint Exupéry                 | Estacional |
| Francia        | París         | Aeropuerto de París-Charles de Gaulle            |            |
| India          | Nueva Delhi   | Aeropuerto Internacional Indira Gandhi           |            |
| Irlanda        | Cork          | Aeropuerto de Cork                               | Estacional |
| Irlanda        | Dublín        | Aeropuerto de Dublín                             |            |
| Islandia       | Reikiavik     | Aeropuerto Internacional de Keflavík             | HUB        |
| Israel         | Tel Aviv      | Aeropuerto Internacional Ben Gurión              |            |
| Italia         | Milán         | Aeropuerto de Milán-Malpensa                     | Estacional |
| Italia         | Roma          | Aeropuerto de Roma-Fiumicino                     |            |
| Lituania       | Vilna         | Aeropuerto Internacional de Vilna                | Estacional |
| Países Bajos   | Ámsterdam     | Aeropuerto de Ámsterdam-Schiphol                 |            |
| Polonia        | Varsovia      | Aeropuerto de Varsovia-Chopin                    | Estacional |
| Reino Unido    | Bristol       | Aeropuerto Internacional de Bristol              | Estacional |
| Reino Unido    | Edimburgo     | Aeropuerto de Edimburgo                          |            |
| Reino Unido    | Londres       | Aeropuerto de Londres-Gatwick                    |            |

## Flota histórica

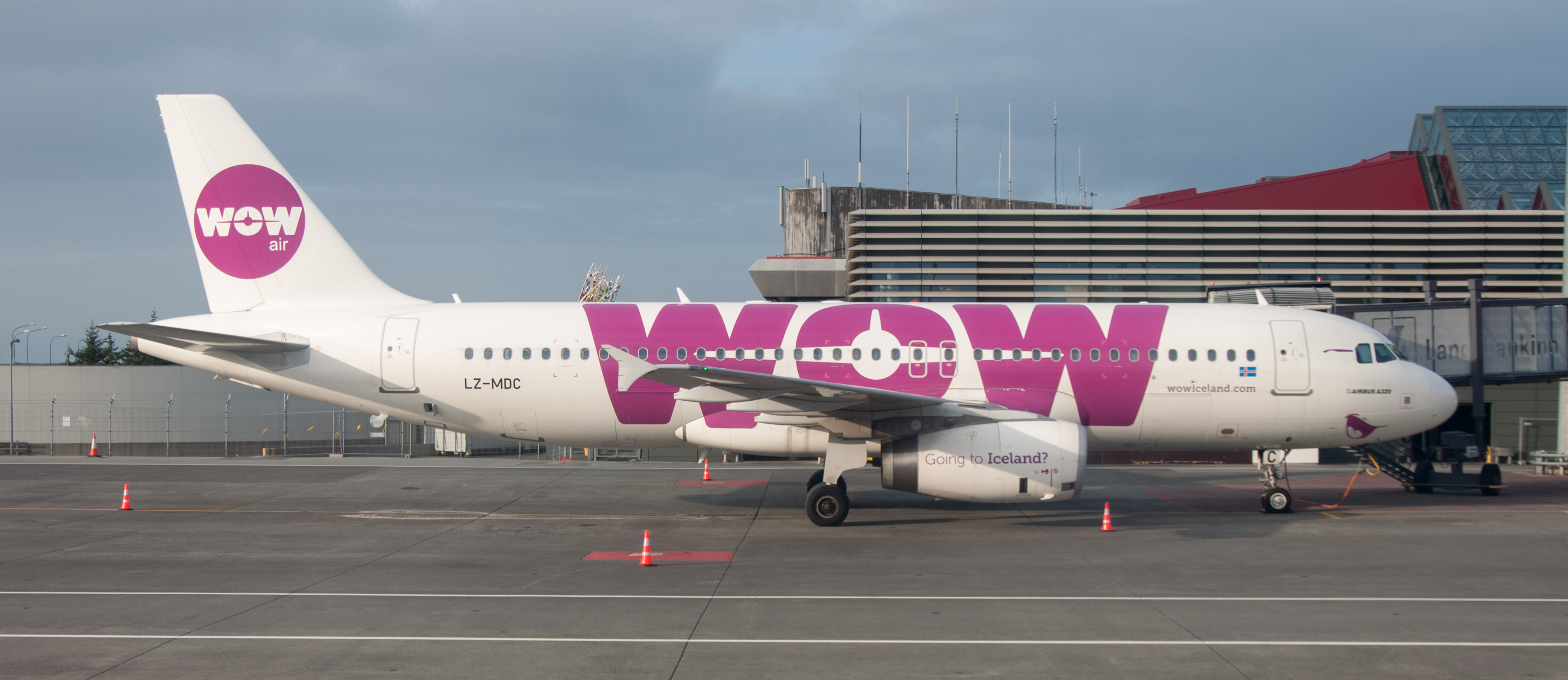
Airbus A320 de WOW Air en el Aeropuerto Internacional de Keflavík.

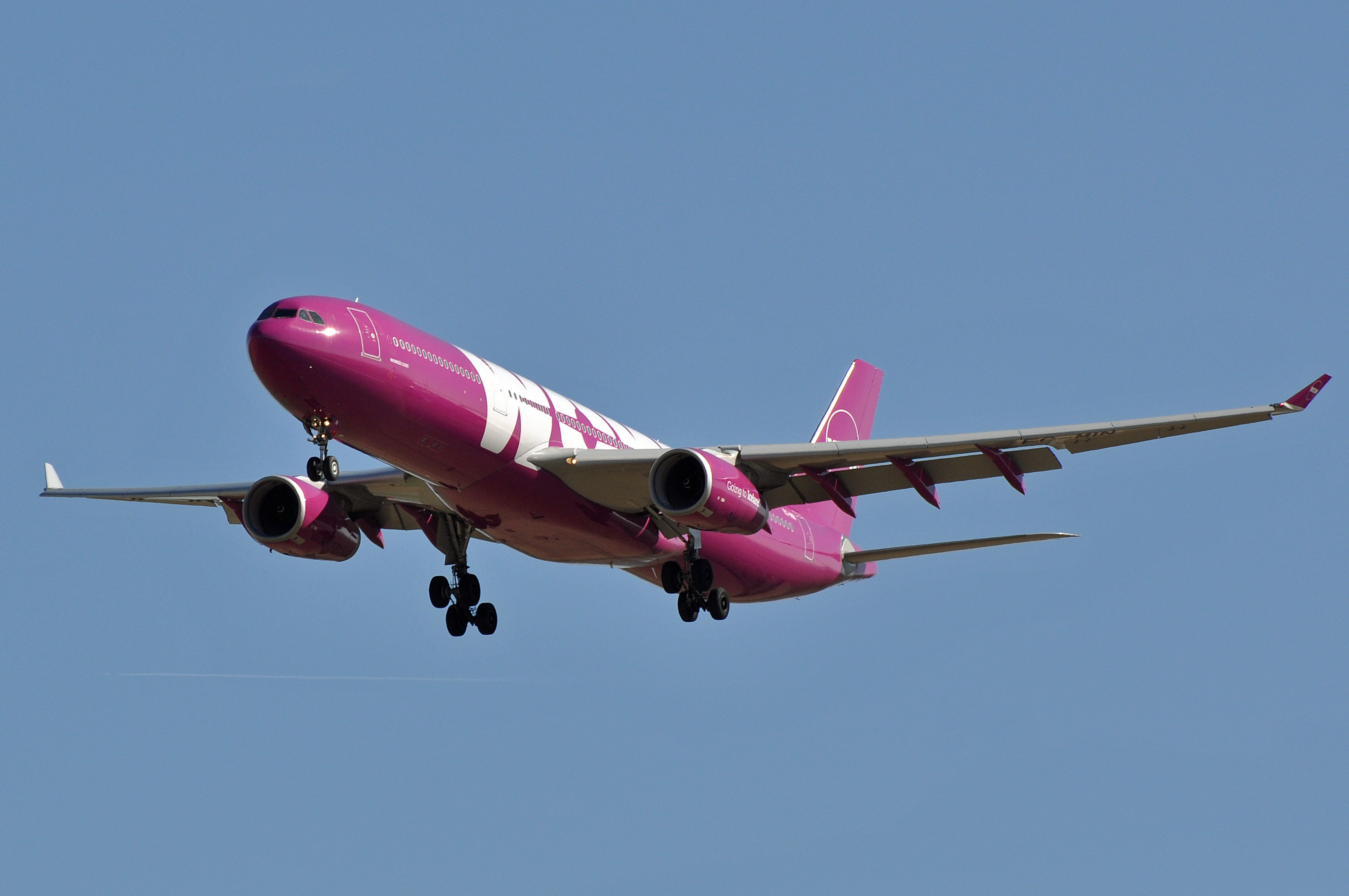
Airbus A330 de WOW Air en el Aeropuerto de París-Charles de Gaulle.

La flota WOW air incluyó las siguientes aeronaves:
| Aeronaves       | Total | Introducido | Retirado | Matrículas                                                                                      |
| --------------- | ----- | ----------- | -------- | ----------------------------------------------------------------------------------------------- |
| Airbus A320-200 | 5     | 2012        | 2018     | LY-COS, LY-VEY, LZ-WOW, TF-BRO y TF-SIS                                                         |
| Airbus A320neo  | 1     | 2017        | 2019     | TF-NEO                                                                                          |
| Airbus A321-200 | 12    | 2015        | 2019     | TF-CAT, TF-DAD, TF-DOG, TF-GMA, TF-GPA, TF-JOY, TF-KID, TF-MOM, TF-NOW, TF-PRO, TF-SON y TF-WIN |
| Airbus A321neo  | 2     | 2018        | 2019     | TF-DTR y TF-SKY                                                                                 |
| Airbus A330-300 | 3     | 2016        | 2019     | TF-GAY, TF-LUV y TF-WOW                                                                         |